# Hacılar (Bərdə)
Hacılar è un comune dell'Azerbaigian situato nel distretto di Bərdə. Conta una popolazione di 555 abitanti.